# Glendale (Colorado)
Glendale es una ciudad ubicada en el condado de Arapahoe en el estado estadounidense de Colorado. En el año 2000 tenía una población de 4547 habitantes y una densidad poblacional de 3182 personas por km².

## Geografía
Glendale se encuentra ubicada en las coordenadas 39°42′9″N 104°56′2″O / 39.70250, -104.93389.

## Demografía
Según la Oficina del Censo en 2000 los ingresos medios por hogar en la localidad eran de $29.043, y los ingresos medios por familia eran $29.521. Los hombres tenían unos ingresos medios de $27.674 frente a los $28.050 para las mujeres. La renta per cápita para la localidad era de $20.838. Alrededor del 17,2% de la población estaban por debajo del umbral de pobreza.

## Educación
El Distrito Escolar Cherry Creek gestiona escuelas públicas.